# American Civil Liberties Union
American Civil Liberties Union (zkratka ACLU, česky zhruba Americký svaz pro občanské svobody) je nestátní nezisková organizace ve Spojených státech amerických, která si klade za cíl „bránit a uchovávat práva a svobody jednotlivců zaručených všem osobám v zemi ústavou a zákony Spojených států“. Z právního hlediska se jedná vlastně o organizace dvě: ACLU Foundation (nadaci), která se zabývá právními spory, a samotnou ACLU, která se zabývá lobbováním v oblasti tvorby zákonů.
V roce 2010 měla organizace půl miliónu členů.